# Polarisation du macrophage

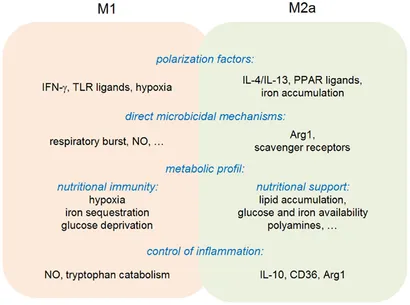
Synthèse des phénomènes de la polarisation macrophagique

La polarisation macrophagique est l'orientation prise par la cellule monocytaire se transformant en cellule macrophagique , vers une cellule macrophagique agressive (M1) ou réparatrice (M2) au cours du processus inflammatoire. Les cellules monocytaires remplissent diverses fonctions homéostatiques, qui vont au-delà de la défense de l'hôte et comprennent le remodelage des tissus au cours de l'embryogenèse, la cicatrisation des plaies (dissolution de la fibrine, élimination des tissus morts, recrutement et croissance des fibroblastes et remodelage du tissu conjonctif). La fonction des cellules myélomonocytaires s'adapte aux facteurs dérivés des tissus et de l'environnement physiologique.
Le concept de polarisation des macrophages a été défini pour la première fois en 1992 avec la découverte que l'interleukine 4 inhibe la production de dérivés réactifs de l'oxygène par les  macrophages tout en améliorant l'expression du complexe majeur d'histocompatibilité II et des récepteurs du mannose (CD206) à la surface de leurs cellules. Depuis lors, deux phénotypes opposés et concurrents, souvent appelés macrophages classiquement activés (macrophages M1) et macrophages alternativement activés (macrophages M2) ont été définis et identifiés dans plusieurs contextes physiologiques,,.

## Changement métabolique induit par la polarisation

### Changement métabolique des amino-acides
Le catabolisme du tryptophane et de la L-arginine est au cœur de la dichotomie M1/M2.

#### Métabolisme du tryptophane
Parmi les trois enzymes différentes, l'indoleamine 2,3-dioxygénase 1 , l'indoleamine 2,3-dioxygénase 2  et la tryptophane 2,3-dioxygénase  qui catalysent le tryptophane, l'indoleamine 2,3-dioxygénase 1 a été le plus étudié. L'indoleamine 2,3-dioxygénase 1 confère de puissantes activités antimicrobiennes in vitro. Grâce à l’épuisement du tryptophane, un acide aminé essentiel, l'indoleamine 2,3-dioxygénase 1 peut restreindre in vitro la croissance d’un large éventail d’agents pathogènes, notamment les virus, les bactéries et les protozoaires,,,. Bien que l'indoleamine 2,3-dioxygénase 1 soit exprimé de manière constitutive par de nombreux tissus, notamment l'épididyme, l'utérus, la rate, l'intestin grêle et la prostate , son expression est hautement inductible par les interférons de type I et de type II, l'interféeon-γ étant considéré comme l'un des inducteurs les plus puissants. de l'expression et de l'activité de l'l'indoleamine 2,3-dioxygénase. En conséquence, et malgré le fait que l’expression de l'l'indoleamine 2,3-dioxygénase 1 ne se limite pas aux cellules hématopoïétiques, certains auteurs en sont venus à considérer  l'l'indoleamine 2,3-dioxygénase 1 comme un marqueur prototypique du macrophage 1 .
Le rôle de  l'indoleamine 2,3-dioxygénase 1 en tant qu’agent antimicrobien puissant in vivo reste cependant discutable, en raison notamment de la fonction immunosuppressive bien connue des cellules exprimant l'indoleamine 2,3-dioxygénase 1. Un catabolisme accru du tryptophane a en effet été observé dans le microenvironnement tumoral et dans le placenta, contribuant à la tolérance respectivement aux antigènes tumoraux et fœtaux. Enfin des observations récentes semblent concorder avec l'idée selon laquelle, malgré son association à un état de type macrophage 1, l'indoleamine 2,3-dioxygénase 1 pourrait en effet jouer un rôle anti-inflammatoire/régulateur in vivo s'opposant à l'élimination des agents pathogènes.

#### Métabolisme de l'arginine

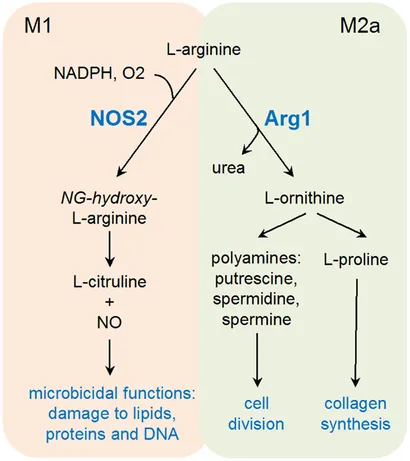
Le métabolisme de l'arginine dans la polarisation des macrophages

Un catabolisme élevé de l’arginine a également été associé à l’immunorégulation et à l’immunité antimicrobienne. Il convient de noter que deux des marqueurs prototypiques M1 et M2 (respectivement l'oxyde nitrique synthase et l'arginase 1) ont la capacité d'utiliser la l-arginine comme substrat, conduisant à la production de l-citrulline et d'oxyde nitrique , ou de l-ornithine et d'urée. , respectivement. La découverte selon laquelle les concentrations de L-arginine au site de l'inflammation diminuent souvent jusqu'à des niveaux indétectables suggère un rôle important du catabolisme de la L-arginine au cours d'une réponse immunitaire.
Les produits arginase 1 vs oxyde nitrique synthase semblent remplir des fonctions diamétralement opposées. L' arginase 1 améliore la synthèse du collagène et la croissance cellulaire via la production de l-ornithine, tandis que l'l'oxyde nitrique synthase s'oppose à la viabilité et à la prolifération cellulaire. La traduction de la protéine oxyde nitrique synthase apparaît comme particulièrement sensible aux niveaux de l-arginine, fournissant un mécanisme supplémentaire, en plus de la compétition pour le même substrat, de contre-régulation entre ces deux enzymes.
L' oxyde nitrique dérivé de M1 représente une molécule effectrice majeure dans la cytotoxicité médiée par les macrophages, jouant un rôle important dans le contrôle des infections bactériennes et parasitaires,. Conformément au rôle antagoniste évoqué précédemment de l'arginase 1 et de l'oxyde nitrique synthase, l'induction de l'activité de l'arginase 1 représente une stratégie d'évasion immunitaire efficace développée par plusieurs agents pathogènes.

### Changement métabolique du fer
Le fer est un catalyseur de réaction d'oxydo-réduction idéal, acceptant ou cédant des électrons, impliqué dans de nombreux processus cellulaires tels que la respiration cellulaire, la réplication de l'ADN mais aussi les défenses de l'hôte par la production d'intermédiaires réactifs d'oxygène et d'azote. Presque tous les organismes vivants, des archées aux eucaryotes, ont un besoin absolu en fer. L'érythropoïèse est le consommateur de fer le plus avide de l'organisme des mammifères, car les érythrocytes contiennent environ 1 milliard d'atomes ferriques. Environ 60 à 70 % du fer du corps humain adulte est lié à l’hémoglobine (2,5 g). Les macrophages jouent un rôle central dans la régulation du métabolisme du fer puisqu’ils recyclent le fer de l'hémoglobine des érythrocytes sénescents et régulent son stockage. D’un autre côté, les microbes ont élaboré de multiples stratégies pour utiliser le fer, car un apport suffisant de ce métal est lié à la prolifération, à la virulence et à la persistance des agents pathogènes. L'expression des systèmes d'absorption du fer est liée à la virulence d'un large éventail d'agents pathogènes, notamment les bactéries, les protozoaires et les champignons. Le contrôle du métabolisme du fer revêt donc une importance centrale dans l’interaction hôte-pathogène, dans laquelle les deux adversaires se disputent le fer. Un réseau complexe de protéines hôtes rend ce précieux nutriment largement inaccessible aux agents pathogènes, un concept généralement connu sous le nom d’« immunité nutritionnelle ». Bien entendu, le contrôle des agents pathogènes intra et extracellulaires nécessite des mécanismes distincts de restriction en fer dans différents compartiments. Les macrophages M1, en réprimant la ferroportine (un exportateur cellulaire de fer) et le CD163 (un récepteur piégeur d'hémoglobine) et en induisant la ferritine (qui favorise la séquestration et le stockage intracellulaires du fer), réduisent la fraction métaboliquement active du fer cytosolique qui est disponible à des fins métaboliques. En revanche, grâce à la régulation positive de la ferroportine et à la régulation négative de la ferritine, les macrophages M2 ont réduit le stockage du fer et amélioré la libération de fer. La séquestration du fer par les macrophages M1 aurait un effet bactériostatique (puisque le fer est essentiel au soutien de la croissance bactérienne) et représenterait ainsi une réponse protectrice de l'hôte. A l’inverse, la libération de fer par les macrophages M2 favoriserait la réparation tissulaire.

### Changement métabolique des lipides

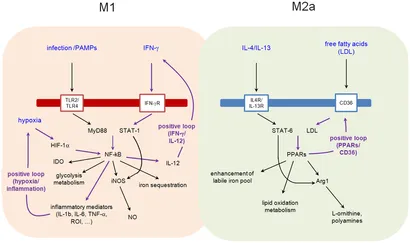
Interaction entre les voies métaboliques et les fonctions M1 et M2a

La liaison de l'interleukine 4 ou de l'interleukine 13 à leurs récepteurs apparentés, respectivement IL-4Rα/IL-2Rγ et IL-4Rα/IL-13Rα1, initie une cascade de signalisation cytoplasmique qui  induit l'expression de nombreux gènes cibles. Parmi eux, Les récepteurs activés par les proliférateurs de peroxysomes alpha, beta et gamma semblent particulièrement importants. Le récepteur activé par les proliférateurs de peroxysomes gamma médie l'expression des principaux marqueurs du phénotype du macrophage 2 tels que l'arginase 1 et CD36 (favorisant l'absorption des acides gras et les cellules apoptotiques) et augmente le métabolisme d'oxydation des acides gras . Par son action transrépressive, Le récepteur activé par les proliférateurs de peroxysomes gamma  bloque l'expression de nombreux médiateurs pro-inflammatoires induits par les lipopolysaccharides et l' interféron γ comme l'interleukine 1 β et l'oxyde nitrique synthase . Bien que le  récepteurs activés par les proliférateurs de peroxysomes ne soit pas essentiel à la différenciation monocytes/macrophages, il fonctionne comme un modulateur important du métabolisme lipidique des macrophages et un régulateur précis des fonctions immunitaires. Alors que les instructions pour l'activation alternative des macrophages sont fournies par l'interleukine 4 et l'interleukine 13, l'acquisition et le maintien à long terme de ce phénotype impliquentrécepteurs activés par les proliférateurs de peroxysomes.
Réciproquement, les acides gras facilitent l'acquisition et le maintien du phénotype M2. De manière dépendante de PPARδ, les acides gras monoinsaturés, tels que l'acide oléique, se sont avérés en synergie avec l'interleukine 4 pour améliorer l'expression de gènes de signature d'activation alternatifs tels que l'arginase 1 dans les macrophages.

### Anaérobie

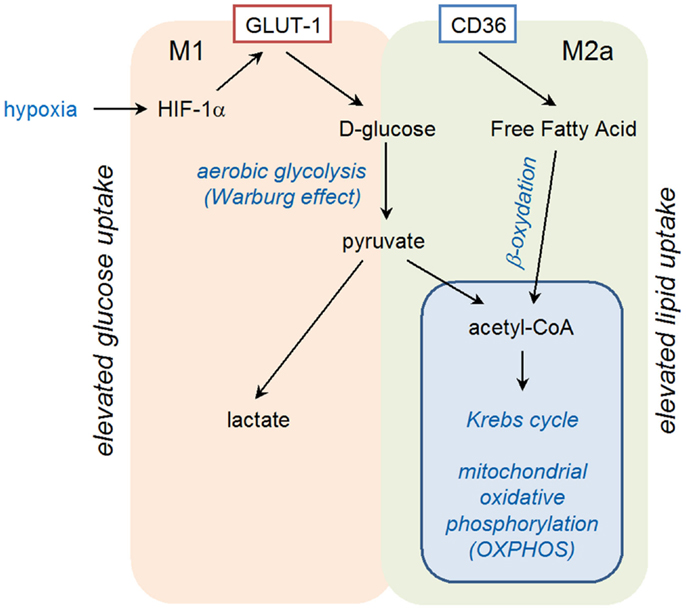
Rôle de l'hypoxie dans la polarisation du macrophage

La diminution de la pression d'oxygène (hypoxie) dans les tissus peut résulter de diverses causes telles qu'une inflammation, une activité métabolique intense mais également l'obésité et la croissance tumorale. Le facteur induit par l'hypoxie (HIF-1) est un médiateur central de l'adaptation hypoxique. En normoxie, le facteur induit par l'hypoxie est réprimé principalement par l'action d'une famille d'hydroxylases. En cas d'hypoxie, HIF-1 est rapidement stabilisé dans les cellules et induit l'expression de centaines de gènes qui régulent l'angiogenèse, le métabolisme, la croissance et la survie.
En 1938, on découvrit l'association entre le métabolisme cellulaire et inflammation :  Il existe un gradient d'oxygène décroissant chez les foyers tissulaires d'inflammation , par rapport au flux sanguin riche en oxygène, conduisant à une augmentation des taux cellulaires de HIF-1α, en particulier dans les phagocytes, et à l'activation des gènes nécessaires au maintien de la viabilité et de l'activité de ces foyers exigeants. conditions (faible teneur en oxygène et en glucose). Le facteur induit par l'hypoxie  peut également exercer des effets régulateurs en normoxie, en particulier lors d'une infection bactérienne, où l'expression de HIF-1α est stimulée par l'engagement du récepteur de type Toll et les voies de signalisation cellulaire telles que la voie de signalisation NF-κB et la voie de signalisation MAPK.
L'exposition de macrophages primaires dérivés de monocytes humains à l'hypoxie pendant 16 heures entraîne une augmentation des taux d'acide ribonucléique messager, du facteur de croissance de l’endothélium vasculaire (VEGF), du transporteur de glucose (GLUT-1) et de la métalloprotéinase matricielle 7 (MMP-7).
L'induction du facteur de croissance de l’endothélium vasculaire dans des conditions hypoxiques est impliquée dans les activités pro-angiogéniques des macrophages dans les tumeurs, tandis que le transporteur de glucose, peut favoriser la survie des macrophages dans les tissus ischémiques en augmentant l'abs métalloprotéinase matricielle 7 pourrait avoir plusieurs conséquences, car la métalloprotéinase matricielle 7, la plus petite des métalloprotéinases matricielles  , est capable de digérer de nombreux composants de la membrane basale et de la matrice extracellulaire, et est impliquée dans le traitement protéolytique, conduisant à l'activation du facteur de nécrose tumorale, défensines et métalloprotéinases matricielles .
Un certain nombre de rapports ont montré que l'hypoxie affecte profondément le recrutement des macrophages et le développement des fonctions antimicrobiennes associées à M1. La suppression spécifique de HIF-1α dans la lignée myéloïde a entraîné une baisse des niveaux d'adénosine triphosphate causée par une diminution de la glycolyse. Ce défaut métabolique entraîne une altération profonde de l'agrégation, de la motilité, du caractère invasif et de la destruction des bactéries. In vivo, la perte de HIF-1α dans les cellules myéloïdes a altéré l'infiltration à la frontière dermo-épidermique de la peau enflammée et a empêché la résolution de l'arthrite induite passivement. Il a été démontré que la mimosine, agoniste du facteur induit par l'hypoxie, et l'agent pharmacologique AKB-4924 (qui stabilise le facteur induit par l'hypoxie) renforcent l'activité antibactérienne des phagocytes et tuent l'agent pathogène Staphylococcus aureus in vitro et in vivo,.
À l’inverse, les souris dépourvues de facteur induit par l'hypoxie dans leur lignée myéloïde ont développé des lésions cutanées nécrotiques plus importantes lors d’une infection sous-cutanée par le streptocoque du groupe A. Il a été démontré que les macrophages murins exposés à de faibles tensions d'oxygène présentent un phénotype M1, comme le suggère l'augmentation des fonctions de présentation d'antigène et de phagocytaire impliquant la production d'interféron gamma.